# Ghiacciaio del Middle Teton
Il ghiacciaio del Middle si trova sul versante nord-orientale del Middle Teton, nel parco nazionale del Grand Teton, nello Stato del Wyoming. 
Il ghiacciaio è una nota meta dell'alpinismo e dell'arrampicata su ghiaccio e rappresenta una delle vie d'accesso alla vetta del Middle Teton e ad altre cime situate più a sud. Il ghiacciaio si trova all'estremità occidentale del Garnet Canyon, che è la via più utilizzata dagli scalatori per affrontare l'ascesa del Grand Teton. Le acque di scioglimento del ghiacciaio alimentano il flusso delle cascate di Spaulding Falls, con un salto che raggiunge un'altezza di 24 metri.